# Horní Jelení
Horní Jelení är en stad i Tjeckien.   Den ligger i regionen Pardubice, i den centrala delen av landet, 120 km öster om huvudstaden Prag. Horní Jelení ligger 307 meter över havet och antalet invånare är 1 811.
Terrängen runt Horní Jelení är platt.Runt Horní Jelení är det tätbefolkat, med 266 invånare per kvadratkilometer. Närmaste större samhälle är Holice, 7,2 km väster om Horní Jelení. Trakten runt Horní Jelení består till största delen av jordbruksmark.